# Reflexo plantar
Na medicina (neurologia), o reflexo plantar, reflexo de Babinski é um reflexo descoberto por Joseph Babinski,  um neurologista francês de ascendência polonesa, que pode identificar doenças da medula espinhal e cérebro e que também existe como reflexo primitivo em bebês. O termo sinal de Babinski refere-se ao sinal do reflexo plantar patológico, quando há a extensão do hálux (1º dedo do pé).
A presença do reflexo (extensão do hálux) é uma reação normal em crianças até 1 ano de idade. Em adultos indica lesão neurológica. Sua assimetria, isto é, o fato de ser observado em apenas um dos membros, indica qual hemisfério cerebral foi lesionado.

## Métodos

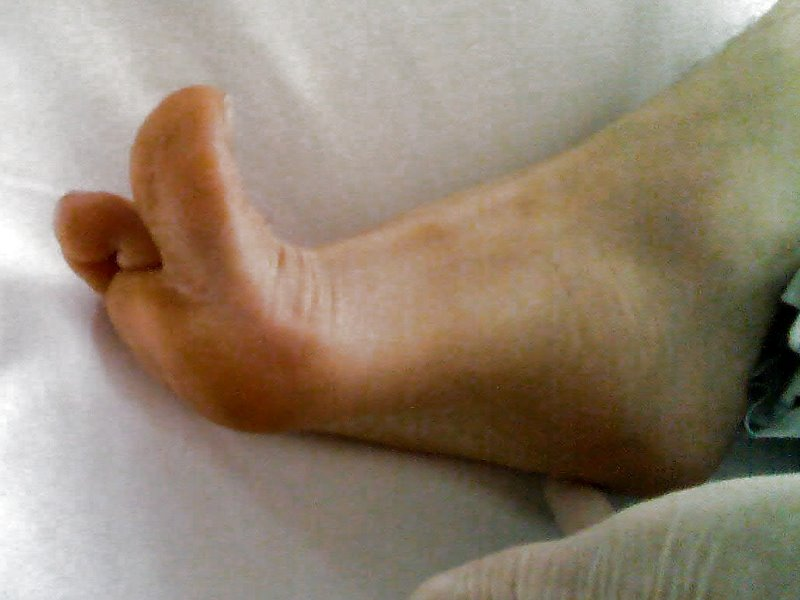
Sinal de Babinski

Caracteriza-se por uma extensão dos pododáctilos em forma de leque, quando um firme estímulo táctil (que não deve chegar a ser doloroso, nem causar desconforto ou lesão na pele) é aplicado à sola lateral do pé. Junto com a extensão do hálux, os outros dedos do pé afastam-se entre si.
Existem três respostas possíveis:
- Flexão: os dedos do pé curvam-se para baixo. Esta é a resposta normal observada em adultos hígidos.
- Indiferente: Não há resposta ou difícil de classificar.
- Extensão: o hálux realiza uma extensão para cima. A esta resposta, atribui-se o nome de sinal de Babinski.

## Interpretação

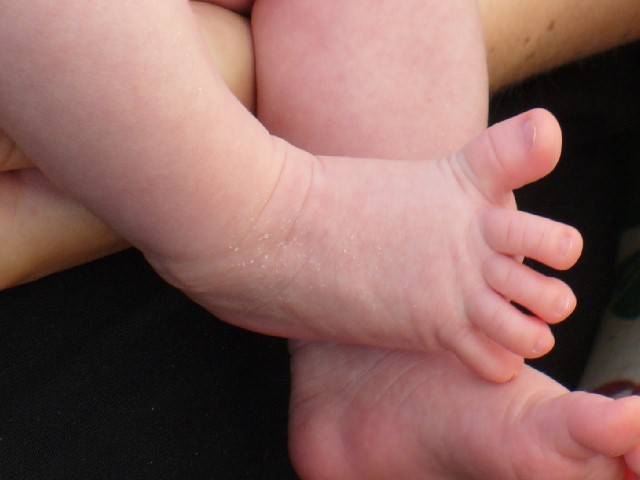
Sinal de Babinski em um recém-nascido saudável

O sinal de Babinski pode indicar lesão superior no neurónio motor da medula espinhal na região torácica ou lombar, ou pode indicar doença cerebral - constituindo lesão no trato corticoespinhal. Ocasionalmente um reflexo plantar patológico é o primeiro (e único) indício de um processo patológico sério e um reflexo plantar claramente anormal frequentemente requer investigações neurológicas detalhadas, incluindo tomografia computadorizada do cérebro ou ressonância magnética da coluna vertebral, assim como punção lombar para o estudo do líquido cefalorraquidiano.

### Em bebés
Os bebés também mostram uma resposta extensora, que neste caso é normal. Isso ocorre porque o trato corticoespinhal que corre do cérebro para a medula espinhal ainda não está completamente mielinizado nesta idade, então o reflexo não é inibido pelo córtex cerebral. A resposta extensora desaparece e dá lugar à resposta flexora por volta dos 12-18 meses de vida.

## Epónimo
O epónimo do reflexo plantar patológico é nomeado em homenagem a Joseph Jules François Félix Babiński (1857-1932), um neurologista francês de ascendência polonesa.